# The Man in the Moon (Gabry Ponte)
The Man in the Moon è un singolo di Gabry Ponte, estratto dall'album Gabry Ponte, pubblicato nel 2003 sia su CD che su disco in vinile da 12".
Interpretata da Gianfranco Randone, voce degli Eiffel 65, il gruppo di cui Ponte faceva parte, la parte musicale è un chiaro riferimento ad Amor mio, canzone di Mina del 1971.

## Tracce
CD
1. The Man in the Moon (Gabry Ponte, Gianfranco Randone, Domenico Capuano, Massimo Gabutti) – (Original album mix)
2. The Man in the Moon (Gabry Ponte, Gianfranco Randone, Domenico Capuano, Massimo Gabutti) – (Molinaro remix)
3. The Man in the Moon (Gabry Ponte, Gianfranco Randone, Domenico Capuano, Massimo Gabutti) – (Dariush remix)
4. De musica tonante (Paolo Mantero) – (Aqualuce remix)
5. The Story of Geordie – (FM cut)

Vinile 12"
Lato A
1. The Man in the Moon – 6:45 (Gabry Ponte, Gianfranco Randone, Domenico Capuano, Massimo Gabutti) – (Molinaro remix)

Lato B
1. De musica tonante – 5:27 (Paolo Mantero) – (Aqualuce remix)